# Папроткі (Вармінсько-Мазурське воєводство)
Папроткі (пол. Paprotki, нім. Paprodtken) — село в Польщі, у гміні Мілки Гіжицького повіту Вармінсько-Мазурського воєводства.
Населення — 213 осіб (2011).
У 1975–1998 роках село належало до Сувальського воєводства.

## Демографія
Демографічна структура станом на 31 березня 2011 року:
|          | Загалом | Допрацездатний вік | Працездатний вік | Постпрацездатний вік |
| -------- | ------- | ------------------ | ---------------- | -------------------- |
| Чоловіки | 113     | 19                 | 82               | 12                   |
| Жінки    | 100     | 24                 | 50               | 26                   |
| Разом    | 213     | 43                 | 132              | 38                   |